# La Gàbia Teatre
Grup teatral fundat a Vic i dirigit durant la seva primera etapa (1961-1979) per Lluís Solà i Sala. Va iniciar la seva activitat el 1961, amb l'escenificació de Poemes civils de Joan Brossa.
Durant la seva existència, sota la direcció de Lluís Solà, Joan Anguera i Jordi Mesalles, entre d'altres, va estrenar més d'una quarantena d'obres d'autors diversos.
La Gàbia va formar part de tot un moviment de teatre independent que volia crear una alternativa al teatre comercial que es feia a Catalunya. Les obres escollides per La Gàbia es poden organitzar en dos blocs diferenciats: d'una banda, la representació d'obres de grans autors estrangers, que moltes vegades no s'havien interpretat encara en català. D'altra, muntatges d'obres poètiques, en especial d'autors catalans contemporanis, juntament amb les d'alguns integrants del grup.
Així mateix, La Gàbia va representar obres d'autors clàssics, grecs principalment, per la capacitat que tenen de reflectir els conflictes de l'ésser humà d'una forma intemporal.
Diversos del seus muntatges van tenir molta cura de l'escenificació, que s'encarregava a artistes reconeguts, com Joan Furriols o Josep Vernis
El darrer muntatge del grup va ser al 1994, amb l'obra El bagul, coproduïda amb Sitges Teatre Internacional,